# Arne Eriksson
Karl Arne Eriksson, född 18 juli 1930 i S:t Görans församling, Stockholm, död 2 april 2024 i Sofia distrikt i Jönköping, var en svensk skådespelare och regissör.

## Biografi
Eriksson antogs vid Göteborgs stadsteaters elevskola 1954, tillsammans med Nadja Witzansky, Lena Söderblom, Kerstin Tidelius, Lars Engström, Bo Swedberg och Per Jonsson.. Mellan 1964 och 1979 tillhörde han Malmö stadsteaters ensemble. 1988 flyttade han till Jönköping och blev en del av ensemblen på Jönköpings länsteater.
År 1957 gifte han sig med skådespelarkollegan Nadja Witzansky, med vilken han fick två barn. Makarna skildes 1959, men gifte sig på nytt 1961.

## Filmografi roller
- 1954: Dans på rosor
- 1954: Herr Arnes penningar
- 1957: Med glorian på sned

## Teater

### Roller (ej komplett)
| År   | Roll                | Produktion | Regi                | Teater                    |
| ---- | ------------------- | --- | ------------------- | ------------------------- |
| 1956 |                     | Värdshusvärdinnan (La locandiera) Carlo Goldoni                                                                                             | Leif Amble-Næss     | Riksteatern               |
| 1957 | Grigorij            | En skojares dagbok На всякого мудреца довольно простоты, Na vsjakogo mudreca dovol’no prostoty Aleksandr Ostrovskij                         | Josef Halfen        | Lilla Teatern             |
| 1957 | Pu                  | Vi bygger hus Else Fisher | Else Fisher         | Lilla Teatern             |
| 1958 | Elgin, hovmästare   | Spindelnätet (The Spider's Web) Agatha Christie                                                                                             | Gösta Cederlund     | Lilla Teatern             |
| 1958 | Gårdsfogden         | Jeppe på berget (Jeppe paa Bierget) Ludvig Holberg                                                                                          | Josef Halfen        | Lilla Teatern             |
| 1960 |                     | Så tuktas en argbigga (The Taming of the Shrew) William Shakespeare                                                                         | Sandro Malmquist    | Riksteatern               |
| 1960 |                     | Född i går (Born Yesterday) Garson Kanin | Jerk Liljefors      | Riksteatern               |
| 1962 | Stephen Hodgson     | Bättre sent än aldrig (It's Never Too Late) Felicity Douglas                                                                                | Lars-Erik Liedholm  | Helsingborgs stadsteater  |
| 1962 | Benjamin Beaurevers | Tokan (L'Idiote) Marcel Achard | Lars-Erik Liedholm  | Helsingborgs stadsteater  |
| 1962 | Mr Stum             | Fantasticks (The Fantasticks) Harvey Schmidt och Tom Jones                                                                                  | Per Sjöstrand       | Helsingborgs stadsteater  |
| 1962 | Garduna             | Den vackra mjölnerskan (La molinera de Arcos) Alejandro Casona                                                                              | Bo G. Forsberg      | Helsingborgs stadsteater  |
| 1963 | Mannen              | Brand Henrik Ibsen | Lars-Erik Liedholm  | Helsingborgs stadsteater  |
| 1963 | Pierre Patelin      | Farsen om Mäster Pierre Patelin (La Farce de maître Pierre Pathelin)                                                                        | Bo G. Forsberg      | Helsingborgs stadsteater  |
| 1963 | Durand              | Antigone Jean Anouilh | Lars-Erik Liedholm  | Helsingborgs stadsteater  |
| 1963 | Loyal               | Tartuffe (Tartuffe, ou l'Imposteur) Molière                                                                                                 | Per Sjöstrand       | Helsingborgs stadsteater  |
| 1964 | Hasty               | Den evige tennsoldaten Arthur Johansson | Bo Swedberg         | Helsingborgs stadsteater  |
| 1964 | Inspektören         | Processen (Der Prozess) Franz Kafka | Lars-Erik Liedholm  | Helsingborgs stadsteater  |
| 1964 |                     | Mästerdetektiven Blomkvist på nya äventyr Astrid Lindgren                                                                                   | Jan Lewin           | Malmö stadsteater         |
| 1965 |                     | Djävulens följe (The Devils) John Whiting                                                                                                   | Lennart Olsson      | Malmö stadsteater         |
| 1966 |                     | Det blåser i sassafrasträdet eller Rödskinn och råskinn och Det lilla praktskjutet (Du vent dans les branches de sassafras) René de Obaldia |                     | Malmö stadsteater         |
| 1968 |                     | Tango Sławomir Mrożek | Kurt-Olof Sundström | Malmö stadsteater         |
| 1968 |                     | Spektakel Staffan Westerberg | Karl Rune Johansson | Malmö stadsteater         |
| 1968 |                     | Trojanskorna (Τρῳάδες, Trōiades) Euripides                                                                                                  | Eva Sköld           | Malmö Stadsteater         |
| 1969 |                     | Alla har trädgård (Everything in the Garden) Edward Albee                                                                                   | Lennart Olsson      | Malmö stadsteater         |
| 1969 |                     | Drömmen om Amerika Joe Hill | Lennart Olsson      | Malmö stadsteater         |
| 2018 |                     | Körsbärsträdgården (Вишнёвый сад, Visjnjovyj sad) Anton Tjechov                                                                             | Dennis Sandin       | Smålands Musik och Teater |

## Radioteater

### Roller
| År   | Roll         | Produktion                                       | Regi           |
| ---- | ------------ | ------------------------------------------------ | -------------- |
| 1956 | Verkmästaren | Tempo, tempo (Der Terminkalender) Max Gundermann | Åke Falck      |
| 1967 | En polisman  | Efter fem år Folke Mellvig                       | Lennart Olsson |